# 7 Seconds
7 Seconds — хардкор-панк-группа из Рино, Невада. Сформирована в 1980 году братьями Кевином Секондс (Kevin Seconds) и Стивом Юз (Steve Youth). Они отыграли свой первый концерт 2 марта 1980 года. Продолжают записываться и давать концерты и по сей день. Их последний на данный момент альбом Take It Back, Take It On, Take It Over!.

## История
7 Seconds продвигают straight edge на хардкор-сцене.
В конце 1980-х группа выросла музыкально и экспериментировала со звуком. Альбомы этого периода: Praise EP, Ourselves и Soulforce Revolution. Тем не менее потом они вернулись к хардкор-панковым корням и следовали им в дальнейшем.

## Дискография

### Демо
- Three Chord Politics (кассета), 1981
- Socially Fucked Up (кассета), 1981
- Drastic Measures (кассета), 1980
- 1980 (кассета), 1980

### 7" EPs
- Split With Kill Your Idols (SideOneDummy, 2004)
- Happy Rain/Naked (Eating Blur, 1993)
- Blasts From the Past (Positive Force, 1985)
- Committed For Life (Squirtdown, 1983)
- Skins, Brains and Guts (Alternative Tentacles, 1982)

### Альбомы
- "Leave A Light On"(SideOneDummy,2014)
- Take It Back, Take It On, Take It Over! (SideOneDummy, 2005)
- Scream Real Loud…Live! (SideOneDummy, 2000)
- Good to Go (SideOneDummy, 1999)
- The Music, The Message (Immortal/Epic, 1995)
- alt.music.hardcore (Headhunter/Cargo, 1995)
- Out the Shizzy (Headhunter/Cargo, 1993)
- Old School (Headhunter/Cargo, 1991)
- Soulforce Revolution (Restless, 1989); #153 в 1989 Billboard 200
- Ourselves (Restless Records, 1988)
- Live: One Plus One (Positive Force/Giant, 1987)
- Praise [four-song EP] (Positive Force/BYO, 1986)
- New Wind (Positive Force/BYO, 1986)
- Walk Together, Rock Together (Positive Force/BYO, 1985)
- The Crew (Better Youth Organization, 1984)
- Leave A Light On (Rise Records, 2014)

### Компиляции
- Old School Punk Vol.1 (Walk Together, Rock Together)
- Short Music For Short People (Fat Wreck Chords, 1999)
- Ten Years Later (Bossa Nova, 1997)
- The Song Retains The Name, vol. 2 (Safe House, 1993)
- Human Polity (One World Communications, 1993)
- Flipside Vinyl Fanzine, vol. 3 (Flipside, 1987)
- Four Bands That Could Change The World (Gasatanka, 1987)
- Another Shot For Bracken (Positive Force, 1986)
- Cleanse The Bacteria (Pusmort, 1985)
- Nuke Your Dink (Positive Force, 1984)
- Something To Believe In (BYO, 1984)
- We Got Power: Party Or Go Home (Mystic, 1983)
- Not So Quiet On The Western Front (MRR/Alternative Tentacles, 1982)